# Sobasina scutata
Sobasina scutata là một loài nhện trong họ Salticidae.
Loài này thuộc chi Sobasina. Sobasina scutata được Fred R. Wanless miêu tả năm 1978.